# Raças-raiz
Raças-raiz, segundo a Teosofia, são as raças que evoluem em uma ronda de um globo (veja também cadeia planetária). Para a Teosofia, em cada ronda evoluem sete raças-raiz, e cada raça-raiz produz sete sub-raças, que são ramos derivados da raça-raiz. Na atual ronda terrestre já se desenvolveram as seguintes cinco raças-raiz em nosso globo:
1. "Nascidos por Si Mesmos" ou "Sem Mente" - Esta raça teria aparecido há 300 milhões de anos e vivido em um continente que Blavatsky chamou de "A Ilha Sagrada e Imperecível". Os homens desta raça (se é que podem ser chamados de "homens") eram imensos e não possuiam nem corpo físico (eram seres etéreos), nem mente. A reprodução ocorria por cissiparidade (algo semelhante ao que ocorre com as amebas). Como esta raça não era mortal, ela não desapareceu, apenas converteu-se na próxima, os "Nascidos do Suor";
2. "Nascidos do Suor" ou "Sem Ossos" - Eles teriam vivido em um continente chamado "Hiperbóreo". Nesta raça apareceu um rudimento de mente, no entanto, ainda não havia uma ponte entre espírito e matéria para a mentalidade. Ao final do seu período de evolução esta raça converteu-se na seguinte, a "Nascidos do Ovo". As duas primeiras raças são chamadas de raças semidivinas;
3. "Nascidos do Ovo" ou "lemuriana" - Teriam vivido em um continente chamado "Lemúria". Esta raça era inicialmente hermafrodita, reproduziam-se por meio de um ovo que se desprendia do corpo. Esta raça passou por grandes transformações durante o seu período evolutivo. Ao final do seu período, o homem tornou-se mortal, consolidando-se o corpo físico e a reprodução sexuada como se conhece hoje. Esta raça desapareceu, convertendo-se na raça atlante;
4. "Atlante" - Estes teriam sido os gigantes que viveram há 18 milhões de anos, num continente chamado "Atlântida". Seriam os primeiros que podemos chamar de "homens". A raça atlante representaria o ponto mediano da evolução nesta atual ronda. A Atlântida, assim como os seus habitantes, teria sido destruída por um cataclismo. Os sobreviventes desse desastre fundaram a nova raça-raiz, a ariana;
5. "Ariana" - A atual raça-raiz, que, segundo Blavatsky, existiria há cerca de 1 milhão de anos.

Para Blavatsky, nesta Ronda ainda surgirão mais duas raças-raiz, quando então a atual ronda chegará ao seu fim:
1. "Sexta raça-raiz" - mais desenvolvida que a quinta.
2. "Sétima raça-raiz" - mais desenvolvida que a sexta.